# Kard
Kard (stilizat KARD sau K ♠ RD) este o trupă sud-coreeană formată de agenția DSP Media. Este formată din 4 membri: J.Seph, BM, Somin și Jiwoo. Au debutat oficial pe 19 iulie 2017, cu EP-ul Hola Hola.

## Istoric

### Înainte de debut
Somin a fost înainte membră a trupei k-pop Puretty, care s-a desființat la doi ani după debutul său în 2012. Ulterior s-a alăturat reality show-ului Kara Project, unde a concurat pentru a deveni un nou membru al trupei KARA și a terminat pe locul doi. Pe 24 august 2015, a debutat ca lider al trupei April, dar a decis să plece din trupă pe 9 noiembrie.
J.Seph s-a pregătit timp de cinci ani, iar BM s-a pregătit timp de patru ani și jumătate în cadrul DSP Media. DSP Media plănuia să le facă debutul ca un duo hip-hop, dar ulterior planurile s-au schimbat. Înainte de debut, BM a fost prezent în piesa de debut din 2015 "La La La" a cântăreței Goo Ha-ra de pe EP-ul Alohara (Can You Feel It?), și a fost, de asemenea, partenerul ei de dans pentru videoclipul muzical și spectacolele live ale single-ului său principal "Choco Chip Cookies".
Ultimul membru al trupei a fost Jiwoo, care s-a pregătit în cadrul FNC Entertainment timp de doi ani și după s-a mutat la DSP Media în 2016, unde s-a pregătit doar două luni înainte de a debuta cu KARD.

### 2016-2017: Single-uri proiect

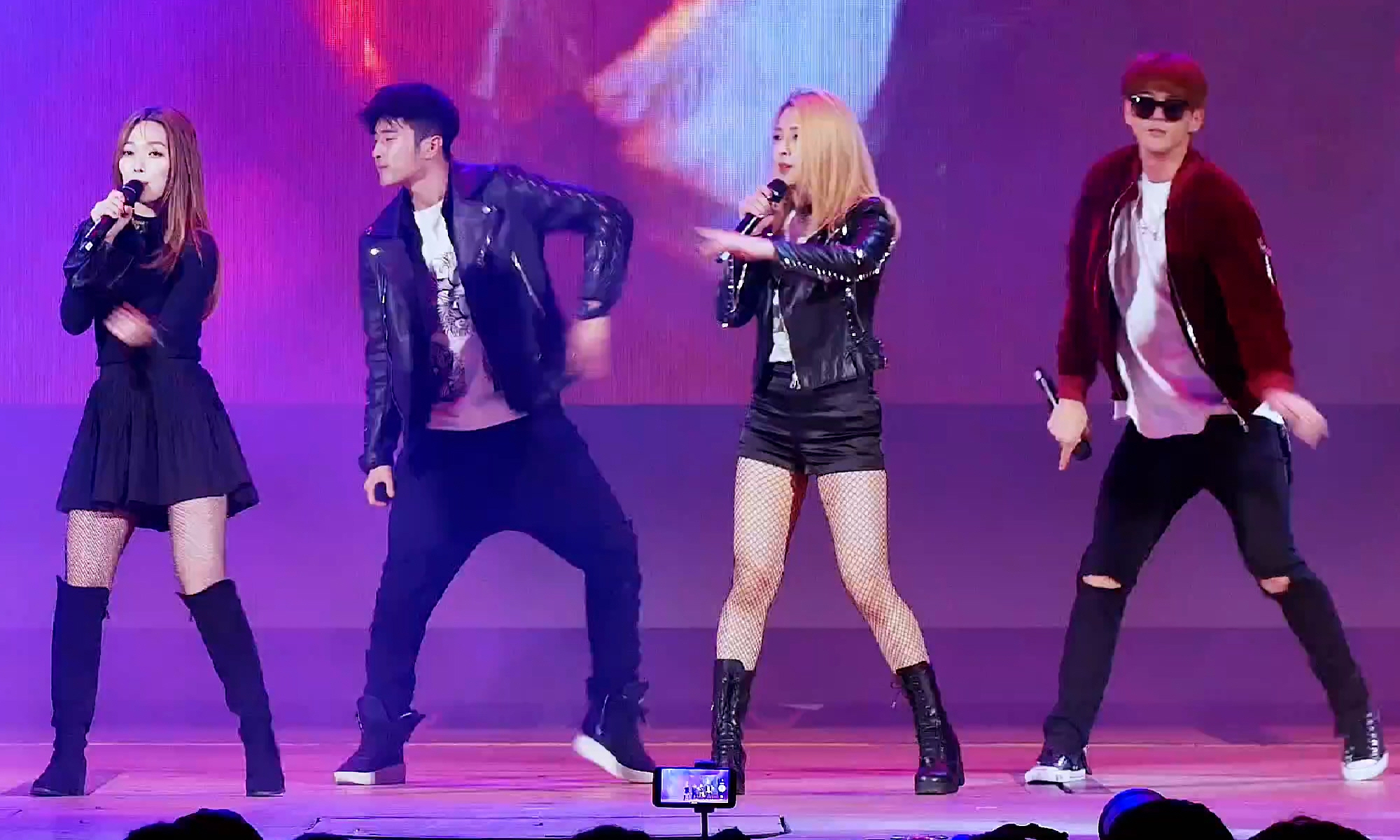
KARD interpretează piesa Oh NaNa

Pe 8 decembrie 2016, pe canalul oficial al KARD a fost dezvăluit că primul membru ascuns a fost Youngji, iar cei 5 membri, inclusiv membrul ascuns Youngji, au făcut o transmisie live pe aplicația V LIVE. Pe 9 decembrie a fost lansat videoclipul piesei "Oh NaNa". Pe 13 decembrie 2016, au lansat primul lor single "Oh NaNa", în care apare Heo Young-ji ca și "card ascuns". Au plănuit să lanseze trei single-uri proiect înainte de debutul lor oficial.
Pe 19 ianuarie 2017, Billboard a selectat KARD în TOP 5 notable K-pop artist. Pe 16 februarie 2017 a fost lansat single-ul proiect "Don't Recall", urmat de versiunea sa în engleză pe 1 martie.
Pe 21 aprilie, LG Electronics i-a selectat ca ambasador global pentru smartphone-ul G6. Tot conținutul celui de-al treilea proiect "Rumor", inclusiv videoclipuri muzicale, va fi în colaborare cu LG Electronics G6. Al treilea și ultimul lor single proiect, intitulat "Rumor", a fost lansat pe 24 aprilie. După lansarea sa, single-ul s-a clasat pe locul 1 în 13 țări în topurile iTunes' K-Pop și s-a clasat pe principalele topuri iTunes din SUA, Asia de Sud-Est și Europa. În 2017, trupa a susținut primul turneu în Statele Unite numit "Wild K.A.R.D", în perioada mai-iunie 2017.

### 2017-prezent: Debut și turneu
Pe 19 iulie 2017, și-au lansat EP-ul de debut Hola Hola. EP-ul cu șase piese conținea single-urile anterioare ale proiectului lor, precum și piesa principală "Hola Hola". Și-au făcut spectacolul televizat oficial pe M Countdown pe 19 iulie. Turneul lor "Wild K.A.R.D" a avut loc în septembrie 2017, în cinci orașe europene: Londra, Lisabona, Madrid, Milano și Rotterdam și cinci orașe din America de Nord: Minneapolis, Washington D.C., New York, Miami și San Francisco. Trupa a lansat cel de-al doilea EP al său, "You & Me", pe 21 noiembrie, cu piesa "You & Me", care a jucat drept piesă de titlu.

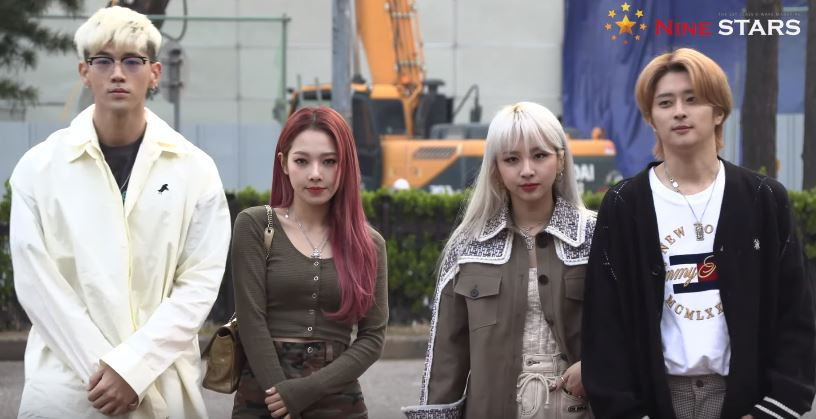
KARD în 2019

Membrele trupei, Somin și Jiwoo, au prezentat o versiune specială a piesei "Lo Siento", single-ul principal de pe albumul "Replay" al trupei Super Junior (un album reîncărcat din al optulea album de studio coreean "Play"). Această versiune este inclusă în versiunea digitală a albumului. Albumul a fost lansat pe 12 aprilie 2018. Somin și Jiwoo s-au alăturat lui Super Junior pentru a concerta în cadrul programelor de muzică coreene. KARD a organizat un turneu în patru țări: Singapore, Taiwan, Hong Kong și Filipine. KARD a concertat la South By Southwest (SXSW) 2018. Ei au fost singura trupă K-pop din "2018 year expectation team" selectată de FUSE TV. FUSE TV a selectat 16 echipe preconizate să fie în 2018 printre echipele care participă la festivalul de muzică "SXSW", cea mai mare piață de muzică din Statele Unite. Pe 14 aprilie, s-au întâlnit cu fanii prin intermediul "Wild K.A.R.D Tour" din 2018 în "The Kasablanka Hall" din Jakarta, Indonezia. Două întâlniri au avut loc în Melbourne, Australia pe 26 aprilie și în Sydney, pe 29 aprilie. Pe 25 iulie 2018, și-au făcut revenirea cu cel de-al treilea EP, "Ride On the Wind". Și-au făcut revenirea prin M Countdown pe 26 iulie.
Pe 19 august 2019, au susținut primul lor concert solo după debutul în Coreea. Pe 27 martie, și-au făcut revenirea cu primul lor single digital "Bomb Bomb". Pe 21 septembrie, au făcut o altă revenire cu piesa "Dumb Litty". Ei au fost primii în TOP 50 la vânzări digitale, conform Billboard.
- BM (Hangul: 비엠), născut Matthew Kim pe 20 octombrie 1992
- Somin (Hangul: 소민), născută Jeon So-Min (전소민) pe 22 august 1996
- Jiwoo (Hangul: 지우), născută Jeon Ji-woo (전지우) pe 4 octombrie 1996

## Discografie
- Hola Hola (2017)
- You & Me (2017)
- Ride on the Wind (2018)